# Thomas et ses amis : La Légende du trésor perdu
 (octobre 2023).
Si vous disposez d'ouvrages ou d'articles de référence ou si vous connaissez des sites web de qualité traitant du thème abordé ici, merci de compléter l'article en donnant les références utiles à sa vérifiabilité et en les liant à la section « Notes et références ».
Série Thomas et ses amis
La Première Aventure
(2015) La Grande Course
(2016)
Pour plus de détails, voir Fiche technique et Distribution.
Thomas et ses amis : La Légende du trésor perdu et Le trésor perdu de Chicalor (Thomas & Friends: Sodor's Legend of the Lost Treasure) est un film britannique réalisé par David Stoten, sorti en 2016. Il est issu de la franchise Thomas et ses amis.

## Synopsis
Après avoir déterré l’épave d’un bateau de pirates, Thomas part sur les traces du trésor perdu de l’île de Sodor. Mais les ennuis vont bientôt commencer : Thomas et ses amis arriveront-ils à le trouver en premier, ou John, le Marin, va-t-il mettre les voiles avec ce fameux trésor ?

## Fiche technique
- Titre : Thomas et ses amis : La Légende du trésor perdu
- Titre québécois : Thomas et ses amis : Le trésor perdu de Chicalor
- Titre original : Thomas & Friends: Sodor's Legend of the Lost Treasure
- Réalisation : Don Spencer
- Scénario : Andrew Brenner d'après la série télévisée Thomas et ses amis basée sur les livres de Wilbert Vere Awdry
- Musique : Robert Hartshorne, Peter Hartshorne
- Production : Ian McCue, Jennifer Hill
- Société de production : HIT Entertainment, Arc Productions
- Société de distribution : Universal Pictures Home Entertainment
- Pays :  Royaume-Uni
- Genre : Animation, comédie d'aventures fantastiques
- Durée : 60 minutes
- Dates de sortie : 
  - Royaume-Uni : 17 juillet 2015
  - Canada : 8 septembre 2015
  - France : 6 octobre 2015

## Distribution

### Britannique
- John Hasler : Thomas
- Keith Wickham : Edward, Henry, Gordon, James, Percy, Salty, Bert, Bertie, The Fat Controller, Some Workmen, The Sodor Brass Band Leader, Thomas' Fireman, The Policeman et The Divers
- Rob Rackstraw : Toby
- Steven Kynman : Duck et Jack
- Joe Mills : Donald, Douglas, Oliver et Toad
- Teresa Gallagher : Emily, Daisy, Annie, Clarabel et Some Children
- Olivia Colman : Marion
- Matt Wilkinson : Cranky et Kevin
- Tom Stourton : Rex
- Tim Whitnall : Mike et Oliver the Excavator
- Jonathan Broadbent : Bill et Ben
- David Bedella : Victor
- Eddie Redmayne : Ryan
- Jamie Campbell Bower : Skiff
- John Hurt : Sailor John
- Nathan Clarke : Alfie

### Américain
- Joseph May : Thomas
- William Hope : Edward and Toby
- Kerry Shale : Henry, Gordon et Kevin
- Rob Rackstraw : James
- Christopher Ragland : Percy
- Steven Kynman : Duck
- Joe Mills : Donald, Douglas, Oliver et Toad
- Jules de Jongh : Emily
- Keith Wickham : Salty, Bert, Bertie, Sir Topham Hatt, Some Workmen, the Sodor Brass Band Leader, Thomas' Fireman, The Policeman et The Diver
- David Bedella : Victor
- Olivia Colman : Marion
- Teresa Gallagher : Daisy, Annie, Clarabel et Some Children
- David Menkin : Jack
- Tom Stourton : Rex
- Glenn Wrage : Cranky
- Tim Whitnall : Mike et Oliver the Excavator
- Jonathan Broadbent : Bill et Ben
- Eddie Redmayne : Ryan
- Jamie Campbell Bower : Skiff
- John Hurt : Sailor John
- Nathan Clarke : Alfie